# Kontoret för FN:s högkommissarie för mänskliga rättigheter
Kontoret för FN:s högkommissarie för mänskliga rättigheter (engelska Office of the United Nations High Commissioner for Human Rights, OHCHR) är en byrå inom Förenta nationerna. Kontoret är en del av FN-sekretariatet, inrättades 1993 och har sitt huvudkontor i Genève. 
Kontoret ansvarar för att främja och skydda de mänskliga rättigheterna som stipuleras i FN:s deklaration om de mänskliga rättigheterna från 1948, vara rådgivare till regeringar och samordna aktiviteter inom FN-systemet som rör mänskliga rättigheter. 

## Lista över FN:s högkommissarier för mänskliga rättigheter
- José Ayala Lasso, Ecuador 1994–1997
- Mary Robinson, Irland 1997–2002
- Sérgio Vieira de Mello, Brasilien 2002–2003 (dödad i ett attentat i Bagdad 19 augusti 2003)
- Bertrand Ramcharan, Guyana 2003-2004 (tillförordnad)
- Louise Arbour, Kanada 2004-2008
- Navanethem Pillay, Sydafrika 2008-2014
- Zeid bin Ra'ad, Jordanien 2014-2018
- Michelle Bachelet, Chile 2018-2022
- Volker Türk, Österrike 2022-